# Marc Grivel
Pour les articles homonymes, voir Grivel.
 (juillet 2007).
Marc Grivel, né à Nice en 1954,  est un compositeur français.

## Biographie
Né à Nice, études au conservatoire de Nice, puis en autodidacte. Après des séjours à Paris et en Suisse, il s’installe à Besançon et termine ses études au CNR de cette même ville, où il obtient des prix en guitare, harmonie et contrepoint. Parallèlement il étudie et rencontre des musiciens de jazz et de musique contemporaine.
Lauréat d’un prix international de composition à Genève, en 1996 avec « Arcalune » (composition pour ensemble à plectres), il compose plusieurs Opéra-théâtre, dont « Eurydice » pour chœur, comédiens et musiciens (ces derniers se trouvant également sur la scène et faisant aussi partie du spectacle) et « Ave,... Soul 2000 » (pour  chœur  mixte,  orchestre  à cordes, orchestre  d’harmonie, percussions, quartet  de  jazz, et groupe de rock), une création rare en son genre.
Lauréat du prix de composition de la communauté d’agglomération d’Argenteuil-Bezon en 2012 avec « La folie des marchés », pour chœur mixte et ensemble à cordes pincées.
Ancien enseignant au CNR de Besançon et à l' EMM de Vesoul, il partage maintenant son temps entre la composition, les arrangements, les concerts et l’édition musicale.

## Œuvres
- Arcalune, pour orchestre à plectres
- Edicius et Melpomène : Petit Opéra pour soprano, ténor, chœur mixte, orchestre d’harmonie, saxophone soprano, percussions.
- Vieilles chansons du jeune temps : Spectacle musical sur des poèmes de Victor Hugo pour comédiens, chanteurs, orchestre de chambre
- Eurydice, Opéra-théâtre pour mezzo, chœur mixte, orchestre de chambre et 4 comédiens
- Marion, Conte musical d’après Gudule, pour jeunes comédiens, chœur féminin, orchestre de chambre
- Pile ou face : Comédie musicale, quartet de jazz
- Spectacle sur le Lac : Spectacle musical sur l'eau (Lac de Vesoul) Big Band de jazz, piano, violon
- La folie des marchés, pour chœur mixte et ensemble à cordes pincées
- Moments ordinaires de la vie ordinaire,  Série de 5 saynètes musicales sur des épisodes et des caricatures de la vie courante :
- 1- La grande « gueule ». 2- Moment d'intolérance. 3- L'énervé(e) et la fuite du temps. 4- Le nouveau clochard. 5- Le meeting.
- Agrifa : pour 11 instrumentistes.
- Concerto n°2 : pour contrebasse et orchestre à cordes
- Concerto pour Quatuor de Guitares et orchestre symphonique
- Rencontres : Concerto pour 4 guitares, orchestre et percussions
- Ave,...Soul 2000 : Pour chœur mixte, orchestre à cordes, guitares, flûtes, orchestre d’harmonie, quartet de jazz, groupe de rock, percussions
- La domination des marchés : pour orchestre d’harmonie
- Grivèlerie n°2, pour harpe, mandoline guitare
- Grivèlerie n°3, pour 2 mandolines, mandole, guitare
- Grivèlerie n°4, pour 2 hautbois, 2 guitares
- Grivèlerie n°5, pour mandoline, mandole
- Chiaroscuro, pour violon, violoncelle, piano
- Fugue, et puis... m...! pour trompette et orgues